# Bourgneuf-en-Mauges

Bourgneuf-en-Mauges este o comună în departamentul Maine-et-Loire, Franța. În 2009 avea o populație de 688 de locuitori.